# حارة النور (الصافية)

تعديل مصدري - تعديل

حارة النور هي إحدى حارات حي الصافية بمديرية الصافية إحد مديريات العاصمة اليمنية صنعاء، بلغ تعداد سكانها 10212 نسمة حسب تعداد اليمن لعام 2004.